# معلق‌نمایی در فضا

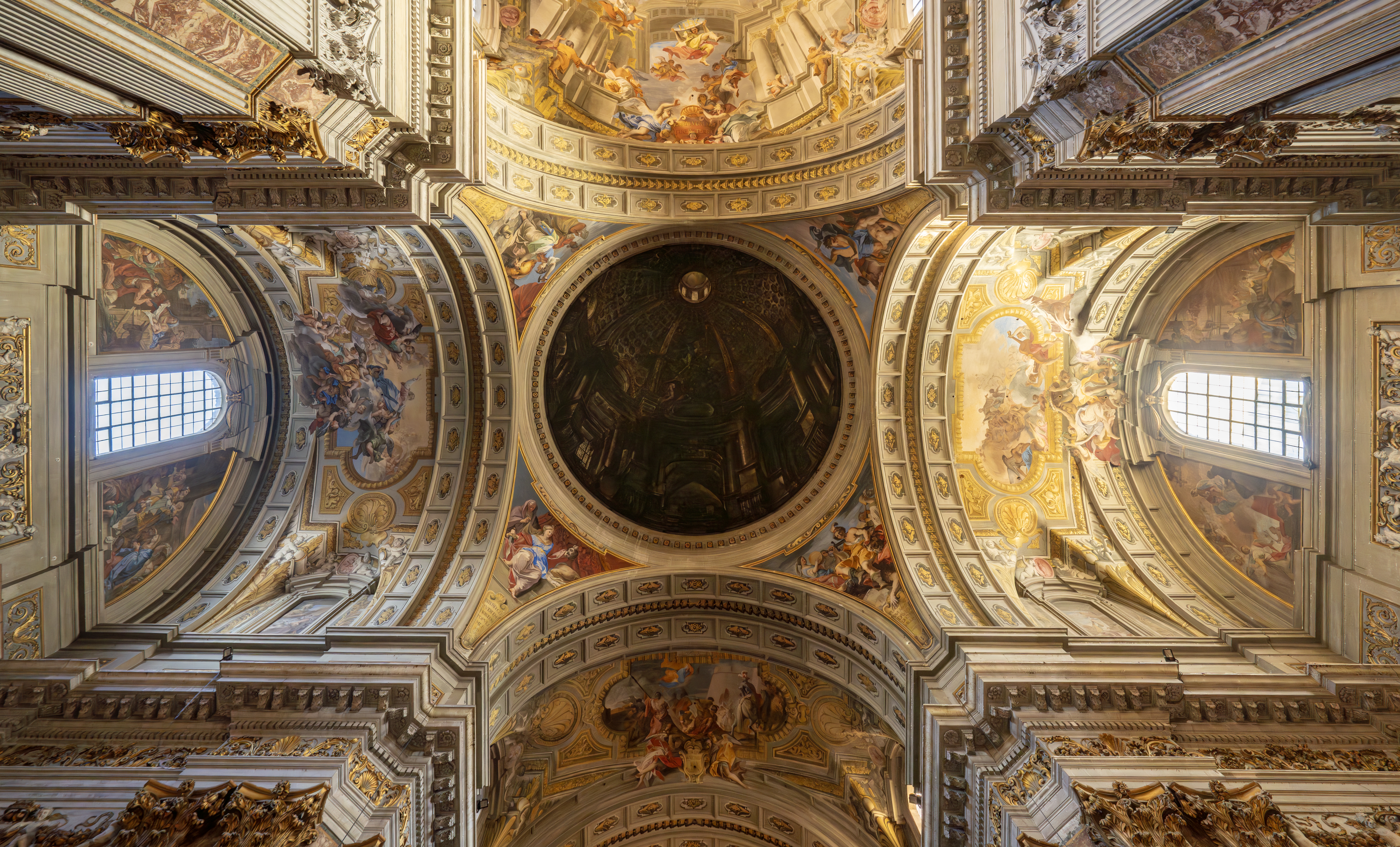
نقاشی سقف یا همان معلق‌نمایی در فضای کلیسای سنت ایگنازیو روم، کاری از آندریا پوزو به سال ۱۶۸۵ که باعث ایجاد یک توهم در فضای معماری است چیزی که در واقع زائیدهٔ یک سطح کمی مقعر و رنگ است.

معلق‌نمایی در فضا (انگلیسی: Illusionistic ceiling painting) یا نقاشی سقف شامل تکنیک‌های چشم‌نواز از طراحی‌های روی سقف‌ها به ویژه سقف‌های گنبدی است که به دلیل فرم مقعر اینگونه سقف‌ها، اثر هنری در پایان حالت معلق گونه پیدا می‌کند. این شیوه از نقاشی متعلق به دوران هنر رنسانس، باروک و روکوکو می‌باشد، این شیوه هنری با ایجاد توهم و خطای دید حالت و فضایی سه بعدی به اثر طراحی شده بر روی دیوار می‌بخشد. در اغلب موارد زمینه اینگونه نقاشی نشانگر یک آسمان باز و نامتناهی است و این عمل با ایجاد منفذی در سقف ایجاد می‌گردد همانند اوکولوس، یا اینکه نشانگر یک فضای خیالی می‌باشد همانند فرسکو، یکی از نقاشی‌های دیواری آندریا پوزو در کلیسای سانتا ایگنازیو روم

## نگارخانه

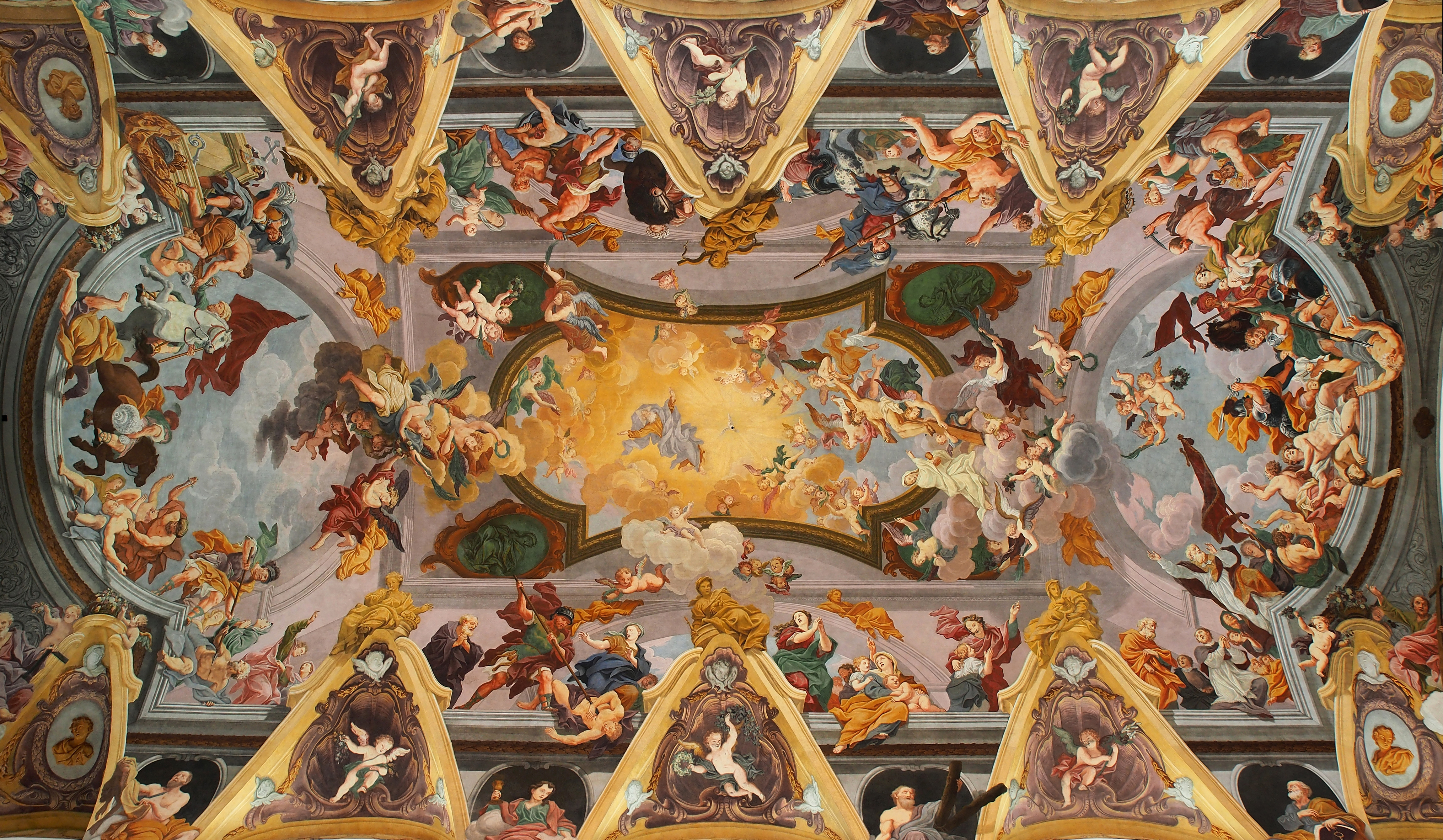
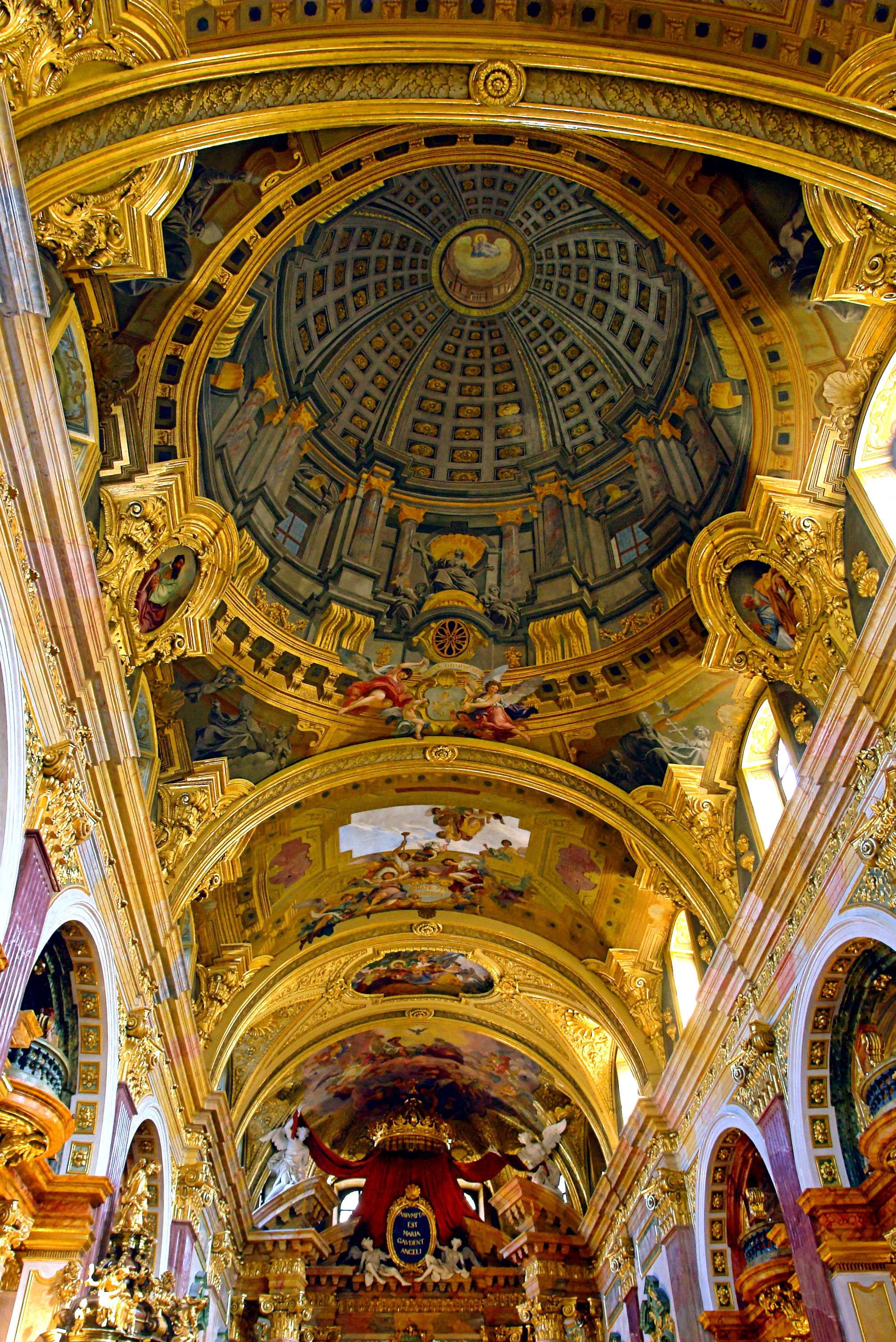
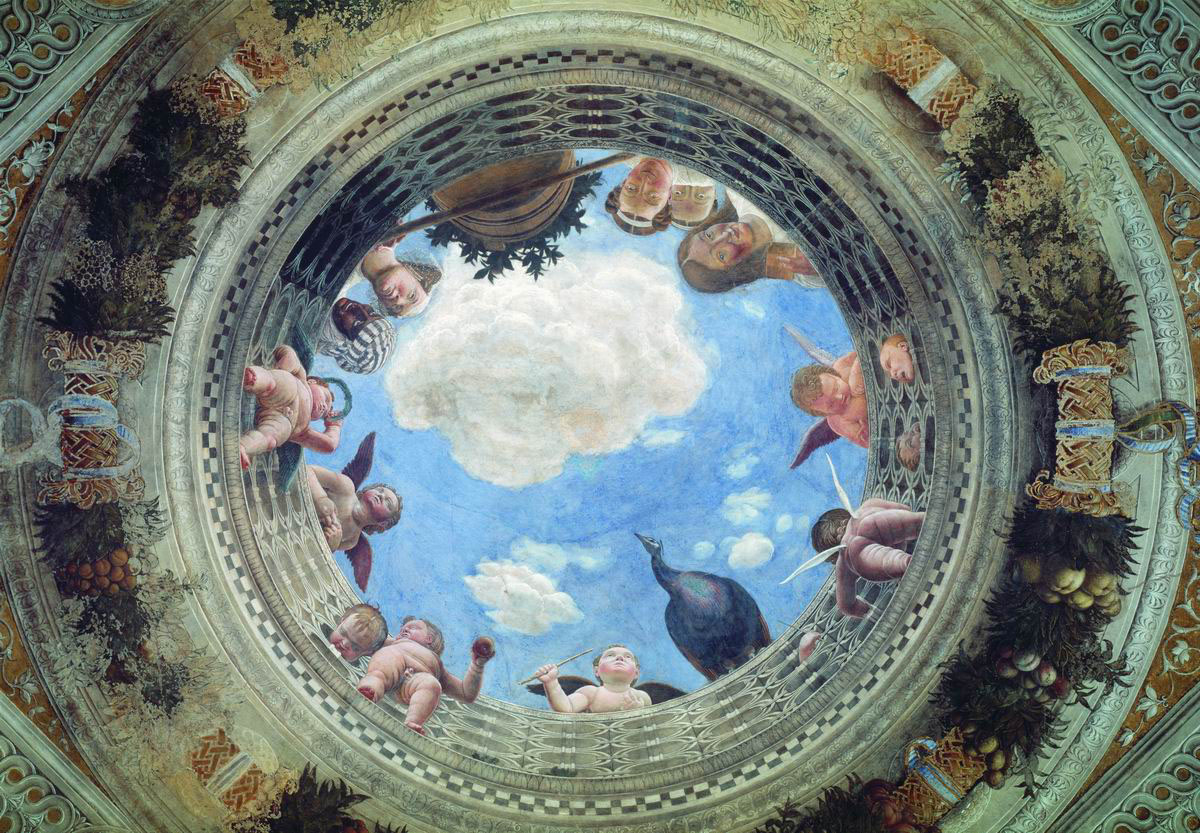